# Plumatella princeps
Plumatella princeps är en mossdjursart som beskrevs av Kraepelin 1887. Plumatella princeps ingår i släktet Plumatella och familjen Plumatellidae. Inga underarter finns listade i Catalogue of Life.